# Автобан A21 (Німеччина)
Федеральний автобан A21 (A21, нім. Bundesautobahn 21) — автобан протяжністю 56 км на півночі  Німеччини. Наразі він з’єднує Неттельзе в районі Пльон із розв’язкою автомагістралі Баргтехайде на A1. На завершальному етапі він буде проходити на північ до Кіля та на південь до A39 поблизу Люнебурга. Заплановане південне розширення до A7 біля Егесторфа наразі відкинуто.
A21 здебільшого йде по маршруту федеральної траси 404.